# Burin satirique
Pour les articles homonymes, voir Burin (homonymie).

Le Burin satirique est une publication périodique prenant la forme de cartes postales politiques et satiriques, gravées par le satiriste Orens. Elle paraît à partir de 1903 et comprend chaque année une cinquantaine d'estampes (eau-forte) tirées à 250 exemplaires. La publication cesse en 1907.